# AGM-86
O AGM-86 é um míssil de cruzeiro subsônico lançado do ar, construído pela Boeing e operado pela Força Aérea dos Estados Unidos. Desenvolvidos para aumentar a eficácia e a capacidade de sobrevivência dos bombardeiros B-52H Stratofortress. O binômio bombardeiro mais míssil, atuando em conjunto, obrigam a uma maior dispersão das forças de defesa inimigas e dificultam a defesa do seu espaço aéreo.
Originalmente idealizado pela USAF, como míssil de ataque nuclear, veio mais tarde a ser produzido também na versão com cabeça explosiva convencional, o seu sistema de orientação é partilhado com o BGM-109 Tomahawk.

## Projeto
O míssil de cruzeiro AGM-86, herda alguns dos atributos do anterior AGM-28 Hound Dog, é contudo sub-sónico, possui um maior alcance e assinatura radar muito reduzida mas principalmente é muito mais eficiente e preciso. Todas as versões são propulsionadas por um motor a jato Williams F107, otimizado para sustentar altas velocidades sub-sónicas por longos períodos de tempo, todas as variantes podem ainda ser lançadas de altas ou baixas altitudes.
Com uma fuselagem constituída por quatro segmentos, formando um único corpo em alumínio alojando o combustível, o estabilizador vertical a entrada de ar dorsal, as asas e os estabilizadores horizontais traseiros, os quais se auto extraem imediatamente após o lançamento. 

### AGM-86B
Versão equipada com uma ogiva termonuclear de rendimento variável sistema de orientação inercial TERCOM, atualizável até momentos antes do lançamento. Podem ser transportados até vinte unidades, oito no compartimento interior, mais doze em dois suportes externos sob as asas.

### AGM-86C/D
Diferem da versão anterior (B) pelo uso de uma cabeça explosiva convencional (não nuclear) e pela adição de um sistema GPS complementar ao sistema de orientação e navegação TERCOM.

## Desenvolvimento

### AGM-86A/B
O desenvolvimento do AGM-86A tem a sua origem no programa SCAD  destinado a saturar o espaço aéreo inimigo com mísseis falsos, durante um ataque de bombardeiros, mas terminado em 1973. Voou pela primeira vez em 1976 com um sistema de orientação melhorado, em relação ao SCAD. No entanto a USAF em 1980 optou pela versão AGM-86B variante mais longa e alcance de 2 400 quilómetros. 
A variante B, resulta de um programa conjunto entre a USAF e a US Navy, para o desenvolvimento de um míssil de cruzeiro, com uma base tecnológica comum, do qual resultou o  BGM-109 Tomahawk para a Marinha, o AGM-86B para a Força Aérea e o cancelamento da produção do mais pequeno AGM-86A.

### AGM-86C/D
O AGM-86C é um míssil de cruzeiro de uso geral, com cabeça explosiva convencional. O AGM-86D é a versão especialmente projetada para atacar alvos profundamente enterrados. Em 1996 e 1997 200  mísseis adicioais foram produzidos, incorporando algumas melhorias, tais como uma carga explosiva maior e um recetor multi-canal de GPS. Entretanto todos os mísseis foram atualizados, pelo que todos os AGM-86C são eletronicamente idênticos.

## História operacional

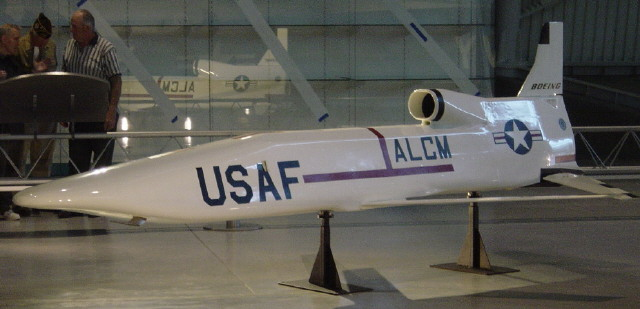
AGM-86B (versão nuclear) exposto em museu.

Sete B-52G da base aérea de Barksdale no estado da Louisiana, iniciaram as hostilidades na Operação Tempestade no Deserto, lançando 35 mísseis AGM-86C, contra alvos de alta prioridade no interior do Iraque.  Em setembro de 1996 foram novamente utilizados, na operação Desert Strike, quando em uma operação conjunta com a Marinha, treze AGM-86C foram utilizados para retaliar os ataques iraquianos contra a população Curda no norte do Iraque. Foi ainda usado em 1998 na operação Desert Fox, em 1999 na operação Allied Force e finalmente na segunda guerra do Iraque em 2003, onde foi estreada a versão AGM-86D, especializada na destruição de alvos fortificados e ou enterrados no solo.

## O futuro
Atualmente o B-52 é a única plataforma apta a lançar estes mísseis de cruzeiro, em 2008 a USAF possuía 1 140 unidades de todas as versões, cuja vida útil está prevista terminar até 2020, contudo em 2012 foi anunciado um programa para ampliar o prazo de operacionalidade por mais dez anos, até 2030.